# 王復 (宣德進士三甲)
王復（1398年—？），字逢吉，浙江寧波府慈谿縣人，明朝政治人物。

## 生平
宣德元年（1426年）丙午科浙江鄉試第十九名。宣德五年（1430年）丁丑科會試第八名，殿試登進士第三甲第二名。宣德十年，授行在行人司左司副。正統二年（1437年），授南京廣西道監察御史。正統八年，謫戍鐵嶺衛。

## 家族
曾祖父王元浩。祖父王桓，盧氏縣知縣。父亲王曛，金谿縣知縣。兄王来，官至南京工部尚書。